# Боймуродов, Отабек
Отабек Боймуродов (узб. Otabek Boymurodov; род. 5 июня 2003) — узбекистанский футболист, вратарь клуба «Бухара». Победитель и лучший вратарь Кубка Азии (до 20 лет) 2023 года.

## Биография
Начал заниматься футболом в 8 лет. Играл за «Чиланзор» и «Локомотив». Впоследствии продолжил карьеру в «Пахтакоре». Боймуродов впервые был включён в заявку команды на игры чемпионата Узбекистана в 2022 году, однако с тех пор за «Пахтактор» в официальных матчах так и не сыграл. В июле 2023 года контракт с Боймуродовым был продлён на два года.
Выступал за сборные Узбекистана различных возрастов. В молодёжной сборной Узбекистана дебютировал на Арабском кубке 2021 года в Египте.
Весной 2023 года принял участие в молодёжном Кубке Азии (до 20 лет), где Узбекистан стал победителем, а сам Боймуродов был признан лучшим вратарём турнира. Данное достижение позволило команде получить путёвку на молодёжный чемпионат мира 2023 года в Аргентине. Узбекистан остановился на стадии 1/8 финала. Боймуродов сыграл в двух матчах группового этапа против Новой Зеландии (2:2) и Аргентины (1:2).

## Достижения
- Победитель Кубка Азии (до 20 лет): 2023
- Лучший вратарь Кубка Азии (до 20 лет): 2023